# Plectocryptus mephisto
Plectocryptus mephisto är en stekelart som beskrevs av Otto Schmiedeknecht 1905. Plectocryptus mephisto ingår i släktet Plectocryptus och familjen brokparasitsteklar. Inga underarter finns listade i Catalogue of Life.